# دانشنامه موسیقی عامه‌پسند
دانشنامه موسیقی عامه‌پسند (انگلیسی: Encyclopedia of Popular Music) در سال ۱۹۸۹ توسط کالین لارکین ایجاد شد. این دانشنامه معادل «انسان مدرن» در فرهنگنامه موسیقی و موسیقی‌دانان نیو گروو است، که لارکین کمتر از اصطلاحات چاپلوسانه تعریف می‌کند. این اثر توسط تایمز به عنوان «معیاری که بر اساس آن باید دربارهٔ دیگران قضاوت شود» توصیف شده‌است.